# Гаральд Нугісекс
Гаральд Нугісекс (ест. Harald Nugiseks; 22 жовтня 1921 — 2 січня 2014) — естонський офіцер, унтершарфюрер військ СС (1943), капітан естонської армії у відставці (21 лютого 1994). Кавалер Лицарського хреста Залізного хреста.

## Біографія
На початку Німецько-радянської війни уникнув призову в Червону армію. В серпні 1941 року вступив у вермахт. Учасник звільнення Талліна від радянських військ, після якого місяць служив в Силах самооборони. В травні-вересні 1943 року навчався в унтерофіцерському училищі СС в Лауенбурзі. З 2 жовтня 1941 по грудень 1942 року — солдат 185-ї естонської групи безпеки. В травні 1943 року вступив в Естонський легіон СС. В грудні 1943 року у складі 3-ї естонської добровольчої бригади СС брав участь в боях під Невелем. З 19 лютого 1944 року — командир взводу 1-ї роти 46-го добровольчого гренадерського полку СС (естонського № 2) 20-ї добровольчої гренадерської дивізії СС. Відзначився у боях на Нарві. 13 квітня 1944 року важко захворів і був відправлений на лікування в Південний Тіроль, зміг повернутися в дивізію тільки в жовтні. В січні-березні 1945 року навчався в юнкерському училищі СС.
7 травня 1945 року взятий в полон радянськими військами в Чехословаччині, в грудні відправлений в Сибір. 10 листопада 1946 року звільнений, проте 13 лютого 1947 року заарештований і засуджений до 10 років ув'язнення. 17 вересня 1953 року амністований, але залишений в Сибіру. В 1958 році повернувся в Естонію.

## Нагороди
- Медаль «За зимову кампанію на Сході 1941/42»
- Штурмовий піхотний знак в сріблі (21 грудня 1943)
- Нагрудний знак «За поранення» в чорному (21 грудня 1943)
- Залізний хрест
  - 2-го класу (27 лютого 1944)
  - 1-го класу (7 березня 1944)
- Лицарський хрест Залізного хреста (9 квітня 1944)
- 25 повоєнних нагород, серед яких:
  - Білий хрест Союзу оборони 3-го класу (2001)
  - Медаль Естонської евангелічно-лютеранської церкви (2008)
  - Медаль «Подяка естонського народу» (19 жовтня 2008)
  - Почесний член Клубу друзів Естонського легіону (2009)
  - Знак міста Пярну (2010)
  - Почесний член Союзу оборони (16 квітня 2011)
  - Золотий знак Союзу естонських офіцерів запасу
  - Золотий знак Ярваського полку молодих орлів

## Вшанування пам'яті
- 21 жовтня 2016 року в основній школі міста Лаупа був відкритий бронзовий бюст Нугісекса. 27 жовтня МЗС РФ закликало ряд міжнародних організацій засудити відкриття бюста.